# Valastský vodopád

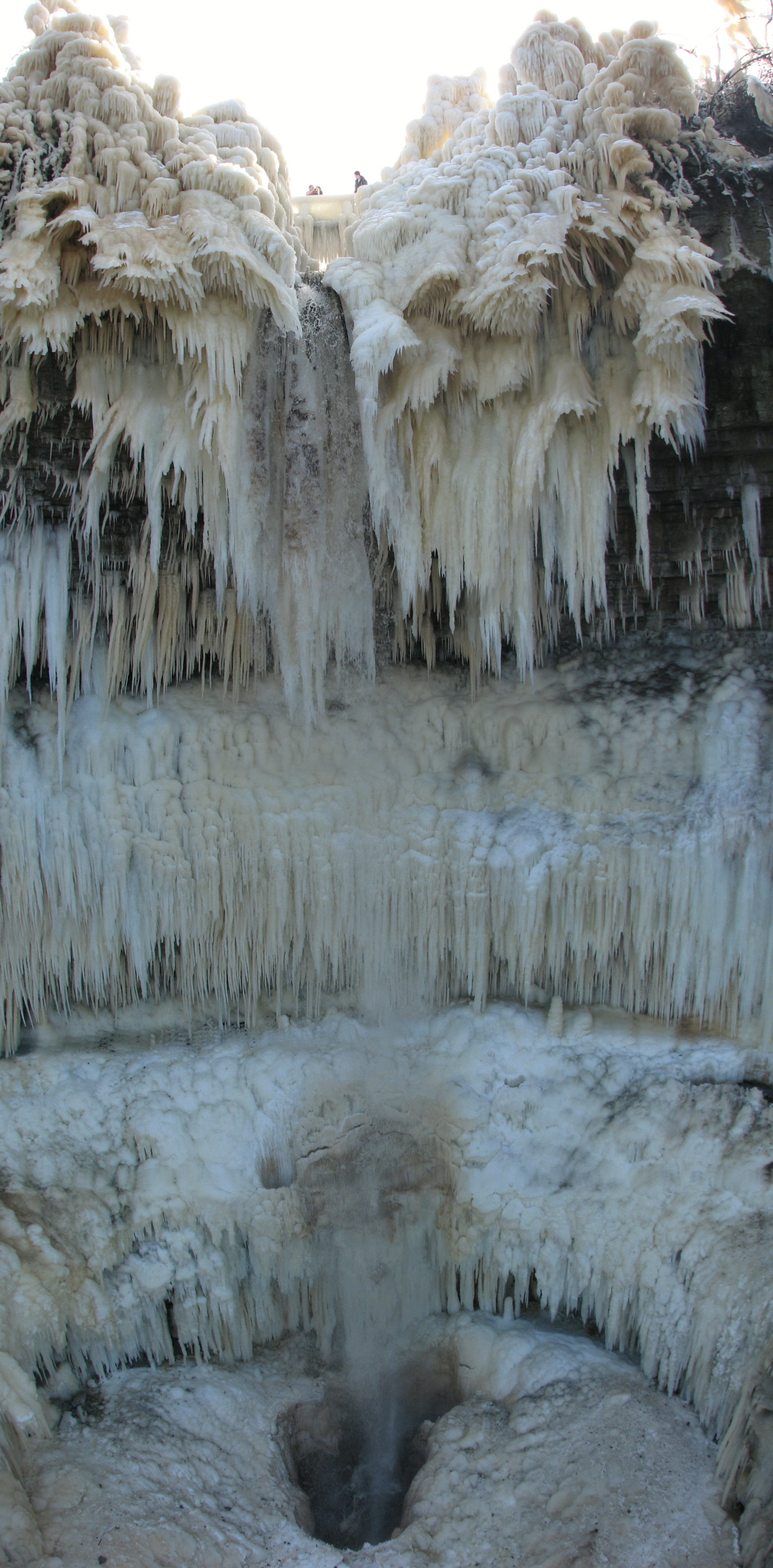
Vodopád v zimě

Valastský vodopád (estonsky Valaste juga) je nejvyšší vodopád v Estonsku. Nachází se při baltském pobřeží na Valastském potoce v katastru vesnice Valaste ve východovironské obci Toila. Voda potoka padá přes okraj Baltského klintu do hloubky 30,5 metrů. 
Místo je častým turistickým cílem. Vodopád je dobře přístupný ze silnice a pod jeho okrajem se nachází vyhlídková plošina, ze které je vidět na celý vodopád.